# Aquarius nyctalis
Aquarius nyctalis är en insektsart som först beskrevs av Drake och Hottes 1925.  Aquarius nyctalis ingår i släktet Aquarius och familjen skräddare. Inga underarter finns listade i Catalogue of Life.